# 兼子一
兼子 一（かねこ はじめ、1906年（明治39年）12月18日 - 1973年（昭和48年）4月6日）は、日本の法学者。専門は民事訴訟法。学位は法学博士。元東京大学教授。従三位勲一等瑞宝章。当時、実体法学者が片手間に取り組んでいた民事訴訟法研究を専門に行い、日本における民事訴訟法学の独自性の基礎を築いた。加藤正治門下。弟子に竹下守夫、新堂幸司、小山昇、斎藤秀夫、霜島甲一など。

## 学説
兼子は、民事訴訟の目的を紛争の解決にあるとして上で、訴権論については、紛争の解決は裁判所が本案判決によって実体法上の権利義務の存否を明らかにすることによって達せられるとして本案判決請求権説をとり、訴訟物については、実体法上の請求権を基準に律する旧訴訟物理論・実体法説をとり、立証責任の分配については、実体法の条文を基礎に決定する法律要件分類説をとり、既判力の本質については、実体法説・具体的法規説をとって矛盾なき統一的な法解釈と理論的に精緻な体系を完成した。民事訴訟学の通説の大半は未だ兼子一の説に拠る。
破産法では、破産財団に法人格を認め権利主体と位置付ける考え（いわゆる暗星的法人）を提唱し、この考えを当時の通説になるまでに構築した。

## 略歴
東京市生まれ。

旧制東京府立第一中学校（東京都立日比谷高等学校の前身）、第一高等学校（東京大学教養学部の前身）を経て、1929年東京帝国大学法学部法律学科卒業。1958年法学博士。
1928年（昭和3年）高等文官試験行政科試験及び司法科試験合格。1929年（昭和4年）東京帝国大学法学部助手、1931年（昭和6年）同助教授、1941年（昭和16年）同民事訴訟法破産法第二講座教授。1942年（昭和17年）、汪兆銘政権下の、いわゆる「もう一つの北京大学」で法学院教授を兼務し中国に渡る。1946年（昭和21年）帰国。1948年（昭和23年）法務庁調査意見長官兼務。1958年（昭和33年）東京大学を辞職し弁護士登録。
1957年（昭和32年）から1973年（昭和48年）まで日本大学教授。1957年（昭和32年）から1961年（昭和36年）まで中央労働委員会公益委員。1960年（昭和35年）から1971年（昭和46年）まで公共企業体等労働委員会委員長。
50歳定年説を唱え、自ら50歳にて大学を退職し弁護士となった。兼子・岩松法律事務所の設立者。
晩年は、難病に苦しんだ。
弟に、心理学者の兼子宙、海軍軍人だった兼子正らがいる。

## 著書

### 教科書・体系書
- 『民事訴訟法概論』（岩波書店、1938年）
- 『民事訴訟法』（有斐閣、1949年）
- 『条解民事訴訟法　第１』・『条解民事訴訟法　第２』（弘文堂、1951年）、『条解民事訴訟法　第３』（弘文堂、1952年）…現在の『条解民事訴訟法』の原典
- 『新修民事訴訟法体系〔増訂版〕』（酒井書店、1965年）
- 『強制執行法・破産法』（弘文堂、1967年）
- 『判例民事訴訟法〔新装版〕』（弘文堂、1967年）
- 『要説民事訴訟法〔増補補正版〕』（弘文堂、1975年）
- 『訴訟のはなし〔第3版〕』（有信堂高文社、1992年）
- 『民事訴訟法〔新版〕』（弘文堂、1992年）…竹下守夫が補訂
- 『裁判法〔第4版補訂版〕』（有斐閣、2002年）…竹下守夫が補訂

### 論文集
- 『民事法研究　第1巻〔再版〕』（酒井書店、1950年）
- 『民事法研究　第2巻』（酒井書店、1954年）
- 『民事法研究　第3巻』（酒井書店、1969年）
- 『實體法と訴訟法』（有斐閣、1957年）

## 記念論集
- 兼子一博士還暦記念　裁判法の諸問題　下（有斐閣、1970年）
- 兼子一博士還暦記念／裁判法の諸問題　中（有斐閣、1969年）
- 兼子一博士還暦記念／裁判法の諸問題　上（有斐閣、1969年）

## 門下生
- 竹下守夫
- 新堂幸司（のちの東京大学名誉教授）
- 小山昇
- 斎藤秀夫
- 霜島甲一 - 法政大学名誉教授